# Triclormetiazide
La triclormetiazide è un diuretico tiazidico con proprietà simili a quelle della idroclorotiazide. A parità di dosaggio sembra essere più efficace di altri diuretici della stessa famiglia.

L'effetto diuretico si manifesta entro due ore dalla somministrazione e dura circa 24 ore.

## Farmacocinetica
La triclormetiazide è rapidamente assorbita dal tratto gastrointestinale.
Entro 1-3,5 ore dalla somministrazione di una singola dose orale di 4 mg si sono ottenute concentrazioni plasmatiche massime comprese tra 0,027 e 0,067 µg/ml.
L'emivita plasmatica varia tra 1 e 4 ore (media di 2 ore), e aumenta in caso di insufficienza renale.
Circa il 70% di farmaco è escreto immodificato nelle urine in 48 ore, la maggior parte nelle prime 8 ore.
Il farmaco si ritrova nel latte materno.

## Tossicologia
Il valore della dose letale orale nel ratto è > 20 g/kg.

## Usi clinici
La triclormetiazide è indicata nel trattamento dell'edema, sia di origine cardiaca sia di origine epatica o renale.
Il diuretico è impiegato anche nel trattamento dell'ipertensione arteriosa, da solo o in associazione con altri antiipertensivi.

## Controindicazioni
Il farmaco è controindicato in soggetti noti per ipersensibilità ai diuretici tiazidici o alle sulfonamidi, e nei pazienti affetti da grave insufficienza renale.

## Effetti collaterali e indesiderati
Tra gli effetti collaterali che possono essere indotti dal farmaco si segnala l'anoressia, disturbi epigastrici, l'ipopotassiemia, l'ipotensione arteriosa e la fototossicità.
Con minore frequenza sono state segnalate ipomagnesemia, iposodiemia, ipercalcemia, iperuricemia e intolleranza al glucosio.

## Dosi terapeutiche
Nel trattamento dell'edema la dose usuale di triclormetiazide è di 1–4 mg al giorno o a giorni alterni.
Nel trattamento dell'ipertensione la dose usuale è di 2–4 mg al giorno.
Il farmaco può essere somministrato da solo o in associazione con altri antiipertensivi.
In alcuni pazienti può essere sufficiente 1 mg al giorno. Nei bambini si consiglia un dosaggio di 70 µg/kg/die in un'unica o in due somministrazioni.
In alcuni pazienti e in particolare dopo somministrazioni prolungate del farmaco possono rendersi necessari supplementi di potassio.